# 米凯拉·菲吉尼
米凯拉·菲吉尼（義大利語：Michela Figini，1966年4月7日—），瑞士女子高山滑雪运动员。她曾代表瑞士参加1984年和1988年冬季奥林匹克运动会高山滑雪比赛，获得一枚金牌和一枚银牌。